# Rory Kelly
Pour les articles homonymes, voir Kelly.
Rory Kelly est un réalisateur, producteur, acteur et scénariste américain né en 1961 à New York (États-Unis).

## Filmographie

### comme réalisateur
- 1982 : Pink (court-métrage)
- 1983 : Burn (court-métrage)
- 1984 : Home (court-métrage)
- 1994 : Sleep with Me
- 1998 : Some Girl
- 2004 : The Women (court-métrage)
- 2005 : Documentarians in Love (court-métrage)

### comme producteur
- 2005 : Documentarians in Love (court-métrage)

### comme acteur
- 2004 : The Rick : Disturbed Grill Man

### comme scénariste
- 1994 : Sleep with Me

## Récompenses
- Nomination au prix de la critique lors du Festival du cinéma américain de Deauville 1994 pour Sleep with Me.
- Prix du public lors du Festival du film indépendant de Los Angeles 1998 pour Some Girl.